# Цао Гуйян, Агния
Агния Цао Гуйян (кит. 曹桂英 雅妮; 28 апреля 1821, Гуйчжоу — 1 марта 1856, Гуанси-Чжуанский автономный район) — святая Римско-Католической Церкви, мученица.

## Биография
Агния Цао Гуйян родилась в 1821 году в католической семье. В возрасте 18 лет вышла замуж. После смерти мужа Агния Цао Гуйян, став вдовой, стала уделять большее внимание своей духовной жизни. Священник Августин Шапделен предложил ей участвовать в работе католической миссии, преподавая основы католической веры в провинции Гуанси. Зимой 1852 года Агния Цао Гуйян переехала в город Силань, где стала заниматься катехизацией среди местных жителей. Во время пребывания в городе Яошань Агния Цао Гуйян была арестована вместе с группой католиков и отвезена в тюрьму. Для того, чтобы добиться от неё отказа от христианства, она была подвергнута в тюрьме жестоким пыткам. 22 числа первого месяца (китайская календарная дата) её заперли в очень тесной камере, где она могла только стоять. Она умерла 1 марта 1856 года (дата в григорианском календаре).

## Прославление
Агния Цао Гуйян была беатифицирована 27 мая 1900 года Римским Папой Львом XIII и канонизирована 1 октября 2000 года Римским Папой Иоанном Павлом II вместе с группой 120 китайских мучеников.
День памяти в Католической Церкви — 9 июля.